# Nemesia vittipes
Nemesia vittipes is een spinnensoort in de taxonomische indeling van de bruine klapdeurspinnen (Nemesiidae).
Nemesia vittipes werd in 1911 beschreven door Simon.